# John Pickler
John Alfred Pickler (24 janvier 1844 - 13 juin 1910) est un homme politique américain, membre de la Chambre des représentants pour l'État du Dakota du Sud.

## Biographie

### Jeunesse
Pickler est né à Salem dans l'Indiana. Il déménage jeune dans le comté de Davis dans l'Iowa où il s'inscrit à l'école publique, puis s'enrôle dans le 3ème régiment de cavalerie d'Iowa pendant la guerre civile américaine. Il a été promu au grade de major à la fin de la guerre.
Il est diplômé de l'université de l'Iowa en 1870 et obtint son diplôme de droit à l'université du Michigan en 1872. Il est admis au barreau en 1872 et commence à exercer le métier d'avocat à Kirksville dans le Missouri. 

### Carrière politique
Pickler adhère au Parti républicain. Il est élu procureur du comté d'Adair en 1872. Il  déménage à Muscatine dans l'Iowa où il est élu à la Chambre des représentants de l'État de 1881 à 1883. Il s'installe dans le territoire du Dakota et sert dans la législature territoriale en 1884. 
Il y joue un rôle clé dans la proposition du premier projet de loi du territoire pour accorder aux femmes le droit de vote.
Après que le Dakota du Sud a été admis en tant qu'État, il a été élu à la Chambre des représentants des États-Unis. Il a été constamment réélu en 1891, 1893 et 1895, et a servi du 2 novembre 1889 au 3 mars 1897 couvrant quatre législatures. Il a choisi de ne pas se présenter à une réélection en 1897.
Après avoir quitté le Congrès, Pickler a repris la pratique du droit. Il est également devenu actif dans le secteur de l'immobilier.
Pickler est mort le 13 juin 1910 à Faulkton dans le Dakota du Sud à l'âge de soixante-six ans. Il est enterré au cimetière de Faulkton.

## Source
- (en) Cet article est partiellement ou en totalité issu de l’article de Wikipédia en anglais intitulé « John Pickler » (voir la liste des auteurs).